# ابرنانت (آلاباما)
ابرنانت، الاباما (به انگلیسی: Abernant, Alabama) در ایالات متحده آمریکا است که در آلاباما واقع شده‌است.